# Live at the Grid
Live at the Grid è il terzo album di Xavier Rudd, pubblicato nell'ottobre del 2002.

## Tracce
1. Conceal Me – 5:35
2. To Let – 10:19
3. A Fourth World – 5:01
4. Timber and Wood – 5:22
5. The 12th of September – 4:21
6. Lap Jam – 4:16
7. Dij / Aztec – 0:32
8. B.C. People – 4:25
9. The Wind Cries Mary – 3:55
10. Silence – 3:48
11. Dij Jam – 3:12
12. Flip and Spin – 7:34